# Bacon
Bacon (engelsk) er letsaltet kød fra siden eller ryggen på unge svin. Flæsket kan være røget. Røg og salt gør bacon ideelt til opbevaring. Bacon bliver dog også fremstillet med røgaroma.

## Historie
Kina har brugt saltet svinekød siden 1500 f.Kr., men de første gode kilder er fra romerne, som havde deres egen version af bacon, som blev udskåret af skulderen på grisen. Dette kød blev kaldt "petaso", som typisk var kogt med tørrede figner og derefter brunet og serveret med vin.
- 1770'erne: John Harris åbnede det første baconfirma i Wiltshire, England, som stadig er Englands baconhovedstad.
- 1920'erne: Oscar Mayer skabte det første færdigpakkede, forudskårne bacon til den amerikanske offentlighed, som startede en bacon-dille i Amerika.
- I 1950'erne havde Amerika over 3 millioner svinekødsproducerende virksomheder.[3]

## Ordet
Bacon har rødder i germansk fra tysk bak, der blev til bakko på fransk og igen på engelsk bakkon. Det har været brugt på engelsk siden tidligt i 1300-tallet, men først fra 1700-tallet i vores betydning.
- Petaso = gammel romersk brug
- Bak = forhistorisk germansk
- Back = engelsk oprindelse
- Bakkon = Senere germansk
- Bako = frankisk brug
- Bacon = fransk brug af det frankiske udtryk

## Danmark

### Eksport
Bacon er en stor dansk eksportvare: I 2014 var eksporten 80.033 tons til en værdi af kr. 2.617.918.000. De 1,4 mia. kroner skyldtes alene eksport til England. Danmarks markante eksport til England skyldes især selskabet Danish Bacon Agency Limited oprettet i 1902. Danmark blev hurtigt den vigtigste leverandør af bacon til det engelske marked. I 1906 blev navnet ændret til Danish Bacon Company, og flere slagterier blev tilsluttet. Frem til første verdenskrig afskibede Danish Bacon Company gennemsnitligt 750 tons bacon om ugen.

#### Svinekortene
Sommeren 1933 blev dansk griseproduktion reguleret, efter at Storbritannien pga. depressionen indførte en kraftig begrænsning af sin bacon-import. Det ramte de danske baconproducenter hårdt, for prisen på slagtegrise lå allerede meget lavt, ca. 35 kr pr. gris. Landbrugernes Sammenslutning rejste krav om en devaluering af den danske krone, som de ønskede afregnet med 22,50 kr pr £ i stedet for som hidtil 18,20 kr pr £. Det ville give 20% højere pris til landmændene for eksport af flæsk og smør til England. Venstre fik kravet sat igennem ved Kanslergadeforliget 30. januar 1933. I april samme år fremkom under handelsforhandlingerne i London, at England nu kun ville importere 62% af hele baconimporten fra Danmark, en nedskæring på 20% sammenholdt med importen fra Danmark i 1932. Til gengæld fik landmændene bedre priser. Gennemsnitsprisen for dansk bacon i England var i 1932 helt nede på én krone. I 1933 gik det op til 1,51 kr pr. kg, jævnt stigende til 2,08 kr pr. kg i 1939. Landsnoteringen steg for grise af første sortering fra 75 øre pr. kg i 1932 – den laveste siden 1890'erne – til 1,21 kr i 1933, 1,56 kr i 1934 og stigende til 1,74 kr i 1939. I 1983 var kiloprisen for en førsteklasses bacongris 12,40 kr.
Fra 1. juni 1933 og året ud fik hver landmand eller baconproducent tildelt fem svinekort, heraf et kort pr. 1.000 kr i grundskyld, et kort pr. 2 tons skummet- eller kærnemælk modtaget fra mejeriet, og et kort for hver syv tidligere leverede grise. Svinekortene regnes som det første eksempel i verden på et kvotesystem på et landbrugsprodukt. Problemer opstod, som ved ejendomsovertagelse, hvor den tidligere ejer ikke havde leveret ret mange grise. I 1938 fik man antallet af kort forhøjet til seks for ejendomme med en grundværdi af over kr 2.500, og til ejendomme under den værdi kunne der beregnes et kort for hver ko, dog ikke flere end seks. Kortene for opfodring af skummet- og kærnemælk blev forhøjet til et kort pr. 1.400 kg og for valle pr. 2.800 kg. Kortene bortfaldt, hvis en producent ikke havde brugt mindst 50% af sine kort. Lokalt blev ordningen administreret af et svinereguleringsnævn med tre medlemmer i hver kommune, med myndighed til at bøde på urimeligheder ved at udstede tillægskort. Handelen med svinekort var en uforudset konsekvens. En slagtegris afleveret med kort blev afregnet med 45 kr mere end en gris uden kort. I ren nød og for at skaffe likvide midler solgte mange landmænd alligevel kortet for 25-30 kr pr. stk og tabte dermed 15-20 kr pr. kort; dertil fik de færre kort det følgende år, fordi kriterierne for tildelingen var antal leverede grise året i forvejen. Især var "svinefabrikkerne" villige købere, for de fik forholdsvis færre kort tildelt end landmændene. Kortkøberne fik så tildelingen forhøjet det følgende år. Prisen varierede meget, fra 25 øre pr. kort enkelte år, til op mod 90 kr pr. stk andre år. Følgen af svinekortene var en stærk nedgang i den danske grisebestand, fra 6,3 millioner grise i 1933 til 4 millioner i 1939. Med den tyske besættelse 9. april 1940 blev ordningen ophævet, for tyskerne aftog alt, de danske landmænd kunne afse af slagtegrise.

### Import
Danmarks import af bacon var stigende gennem 2000'erne. I 2000 blev der importeret 2.108 tons, i 2014 17.915 tons, en stigning på ca. 850%. Det understøtter Coop Nordens udtalelse om, at i 2005 var op mod 75% af det bacon, de omsætter, fra Polen.
| År   | Tyskland | Holland | Polen | Øvrige EU-28 | Andre lande | I alt    |
| ---- | -------- | ------- | ----- | ------------ | ----------- | -------- |
| 2006 | 8.224 t  | blank   | blank | 5769 t       | 12 t        | 14.005 t |
| 2013 | 8.880 t  | 4.684 t | 483 t | 2.852 t      | 195 t       | 17.094 t |
| 2014 | 9.187 t  | 4.668 t | 406 t | 3.422 t      | 232 t       | 17.915 t |

## Anvendelse
Bacon kan være topping (på leverpostej, forloren hare, pizza m.m.), anvendes i gryderetter, i burgere, rundt om andet kød (pølse i svøb, tournedos m.m.). Det kan spises råt og tilberedt. Tørstegt er det foretrukne til English breakfast.

### Røget flæsk
Røget flæsk er konserveret ved saltning og derefter røget. Flæsk, der er skåret af svinets sider, er det fedeste. Det udskæres i stegeflæsk (midten af ribbenene), kogeflæsk (nederst på siden) og "slag" (det bageste uden ribben).
Fra gammel tid har man konserveret flæsk. Først saltes flæsket enten i tørlage (tørsaltning) eller saltlage (vand og salt, og evt. nitrit, sukker, urter og krydderier) i et til flere døgn. Ved saltning opnås, at en del af vandet diffunderer (trækkes ud) af kødet, hvorved det får en fastere konsistens. Herefter røges flæsket.
Det røgede flæsk er nu klar til opbevaring. Under tørre og kølige forhold kan det holde sig i et halvt års tid. Røget flæsk har en mørkerød kødfarve og en stærk smag af salt. Det koges alene eller i sammenkogte retter for at blive mørt og give smag.
En italiensk variant er pancetta.

## Alternativ brug af ordet bacon
- Bestemt rødalge søl-stamme smager af bacon.
- Som følge af den stigende andel af muslimer, der ikke spiser svin, bruges ordet nu også om andet kød, især kalv og kalkun.[15][16] Nogle restauranter serverer nu kun halal bacon.
- Veganere laver plantebaserede efterligninger, der er uden kød, men som skal ligne i udseende og smag.[17]